# Thomas Vrabec
Thomas Vrabec, né le 22 octobre 1966, est un joueur professionnel tchéco-suisse de hockey sur glace qui évoluait en position de centre.

## Carrière

### Carrière en club
Thomas Vrabec commence sa carrière en Ligue nationale A avec le HC Coire lors de la saison 1986-1987, après avoir connu la promotion avec le club de la capitale grisonne. Après une bonne première saison avec Coire, il est remarqué par le HC Lugano, champion de Suisse en titre. Dès sa première saison avec les Bianconeri, il remporte le titre de champion et inscrit 51 points. Il joue encore deux saisons à Lugano, remportant un nouveau titre en 1990, avant de rejoindre le CP Berne pour la saison 1990-1991. Dans la capitale fédérale, Thomas Vrabec remporte le titre en 1991 ainsi qu'en 1992. Souffrant d'une thrombose, il doit mettre un terme à sa carrière de joueur professionnel en 1996.

### Carrière internationale
Il représenta la Suisse au niveau international, participant notamment aux Jeux Olympiques en 1988 et 1992.

## Statistiques
| Saison     | Équipe     | Ligue      |     | Saison régulière | Saison régulière | Saison régulière | Saison régulière | Saison régulière |    | Séries éliminatoires | Séries éliminatoires | Séries éliminatoires | Séries éliminatoires | Séries éliminatoires |
| Saison     | Équipe     | Ligue      | PJ  | B                | A                | Pts              | Pun              | PJ               | B  | A                    | Pts                  | Pun                  |                      |                      |
| 1985-1986  | HC Coire   | LNB        | 33  | 31               | 18               | 49               | 40               | 5                | 3  | 0                    | 3                    | 2                    |                      |                      |
| 1986-1987  | HC Coire   | LNA        | 36  | 18               | 13               | 31               | 28               |                  |    |                      |                      |                      |                      |                      |
| 1987-1988  | HC Lugano  | LNA        | 36  | 24               | 20               | 44               | 20               | 7                | 2  | 5                    | 7                    | 14                   |                      |                      |
| 1988-1989  | HC Lugano  | LNA        | 34  | 25               | 15               | 40               | 18               | 10               | 8  | 3                    | 11                   | 7                    |                      |                      |
| 1989-1990  | HC Lugano  | LNA        | 36  | 30               | 15               | 45               | 43               | 1                | 0  | 0                    | 0                    | 0                    |                      |                      |
| 1990-1991  | CP Berne   | LNA        | 34  | 21               | 19               | 40               | 20               | 10               | 3  | 4                    | 7                    | 6                    |                      |                      |
| 1991-1992  | CP Berne   | LNA        | 32  | 14               | 9                | 23               | 14               |                  |    |                      |                      |                      |                      |                      |
| 1992-1993  | CP Berne   | LNA        | 34  | 20               | 16               | 36               | 24               | 5                | 5  | 2                    | 7                    | 8                    |                      |                      |
| 1993-1994  | CP Berne   | LNA        | 22  | 17               | 14               | 31               | 18               | 5                | 5  | 2                    | 7                    | 8                    |                      |                      |
| 1994-1995  | CP Berne   | LNA        | 36  | 21               | 25               | 46               | 61               | 6                | 2  | 0                    | 2                    | 2                    |                      |                      |
| 1995-1996  | CP Berne   | LNA        | 34  | 15               | 25               | 40               | 30               |                  |    |                      |                      |                      |                      |                      |
| Totaux LNA | Totaux LNA | Totaux LNA | 324 | 205              | 171              | 376              | 276              | 44               | 27 | 18                   | 45                   | 39                   |                      |                      |
| Totaux LNB | Totaux LNB | Totaux LNB | 33  | 31               | 18               | 49               | 40               | 5                | 3  | 0                    | 3                    | 2                    |                      |                      |